# Padlí révové
Padlí révové (Uncinula necator) v ČR dlouho známá pouze jako anomorfa (nepohlavní forma) Oidium truckeri, je houba která je významná zejména jako patogen cizopasící na révě vinné, způsobuje nemoc zvanou padlí révy. Symptomem v pokročilém stavu napadení je bělavý poprašek na bobulích, proto se jí také říká moučnatka. Jejímu vývoji napomáhá teplé a vlhké počasí, k nejnáchylnějším odrůdám patří Modrý Portugal, Müller Thurgau a Veltlínské zelené.
Padlí se daří zejména v teplých letních měsících (24-28 °C) a ve vlhkém prostředí (70-95 %). Naopak, relativně spolehlivým zabijákem této choroby vína jsou tuhé mrazy (cca -15 °C).
Tento druh byl do Evropy zavlečen z Orientu.

## Význam
Patogen Uncinula necator parazituje na dřevinách čeledi révovitých (Vitaceae) a je na révě vinné původcem choroby nazývané padlí révy. Z hlediska hospodářských škod je po perenospoře druhou nejnebezpečnější chorobou révy. Napadené hrozny během zrání praskají, někdy se vytváří povlak i na listech.

## Chemická ochrana
Jako prevence se používají postřiky na bázi síry, pokud možno hned po odkvětu.Vhodný je postřik letorostů kratších jak 20 cm. Další postřik ještě před květem.

## Jiné názvy
Oidium